# Marshall Hall
Marshall Hall, Jr. (St. Louis (Missouri), 17 de setembro de 1910 — Londres, 4 de julho de 1990) foi um matemático estadunidense.
Contribuiu significativamente para a teoria dos grupos e combinatória.

## Carreira
Estudou matemática na Universidade Yale, com graduação em 1932. Passou depois 1 ano na Universidade de Cambridge com uma bolsa Henry trabalhando com Godfrey Harold Hardy. Retornou à Universidade Yale para o doutorado em 1936, orientado por Øystein Ore.
Trabalhou na Naval Intelligence durante a Segunda Guerra Mundial, incluindo seis meses em 1944 em Bletchley Park. Em 1946 obteve um posto na Universidade do Estado de Ohio. Em 1959 foi para o Instituto de Tecnologia da Califórnia onde, em 1973, foi nomeado o primeiro professor da cátedra IBM, a primeira cátedra nomeada em matemática da universidade. Após aposentar-se em 1981 aceitou um posto na Universidade Emory em 1985.
Hall morreu em 1990 em Londres, a caminho de uma conferência que iria celebrar seu aniversário de 80 anos.

## Publicações
- Hall, Jr., Marshall (1943), «Projective planes», American Mathematical Society, Transactions of the American Mathematical Society, ISSN 0002-9947, 54 (2): 229–277, JSTOR 1990331, MR 0008892
- Hall, Jr., Marshall (1959), Theory of Groups, Macmillan, LCCN 595035 Verifique |lccn= (ajuda), MR103215. Review by Wilhelm Magnus published in Bull. Amer. Math. Soc. Volume 66, Number 3 (1960), 144-146 and available at http://projecteuclid.org/euclid.bams/1183523505
- Hall, Jr., Marshall; Senior, James K. (1964), The Groups of Order 2n (n ≤ 6), Macmillan, LCCN 6416861 Verifique |lccn= (ajuda), MR168631. An exhaustive catalog of the 340 groups of order dividing 64 with detailed tables of defining relations, constants, and lattice presentations of each group in the notation the text defines. "Of enduring value to those interested in finite groups" (from the preface).
- Hall, Jr., Marshall (1967), Combinatorial Theory, Blaisdell Publishing, LCCN 6711108 Verifique |lccn= (ajuda)